# Alexis Mendoza
Alexis Antonio Mendoza Barrios (Barranquilla, 1961. november 8. –), kolumbiai válogatott labdarúgó.
A kolumbiai válogatott tagjaként részt vett az 1990-es és az 1994-es világbajnokságon, illetve az 1987-es, az 1989-es, az 1993-as és az 1995-ös Copa Américán.

## Sikerei, díjai
América de Cali
- Kolumbiai bajnok (2): 1990, 1992

Junior
- Kolumbiai bajnok (2): 1993, 1995

Kolumbia
- Copa América bronzérmes (3): 1987, 1993, 1995